# Gettysburg (film din 1993)
Gettysburg este un film american de război dramatic din 1993 despre bătălia de la Gettysburg din Războiul Civil American. Scris și regizat de Ronald F. Maxwell, filmul a fost adaptat după romanul istoric din 1974 The Killer Angels de Michael Shaara. Din distribuție fac parte Tom Berenger în rolul James Longstreet, Jeff Daniels în rolul Joshua Chamberlain, Martin Sheen în rolul Robert E. Lee, Stephen Lang în rolul George Pickett și Sam Elliott în rolul lui John Buford. Filmat inițial ca o miniserie pentru TNT, Gettysburg a primit o lansare limitată în cinematografe de către New Line Cinema sub conducerea lui Ted Turner, care deținea ambele entități. Cu 254 de minute (4 ore și 14 minute), este unul dintre cele mai lungi filme lansate de un mare studio de film din Statele Unite. A primit recenzii pozitive de la critici, dar a încasat doar 12,7 milioane USD la un buget de 20 milioane USD. Cu toate acestea, a fost considerat un succes, iar datorită succesului său imediat în premieră TNT și vânzărilor ulterioare de videoclipuri acasă. Un prequel intitulat Gods and Generals a fost lansat în 2003, regizat tot de Maxwell și cu mulți membri ai distribuției care revin.

## Distribuție
Confederat
Tom Berenger în rolul general-locotenent James Longstreet
Martin Sheen în rolul generalului Robert E. Lee
Stephen Lang ca generalul-maior George Pickett
Richard Jordan ca generalul de brigadă Lewis Armistead
Andrew Prine în rolul generalului de brigadă Richard B. Garnett
Cooper Huckabee ca Henry Thomas Harrison
Patrick Gorman în rolul generalului-maior John Bell Hood
Bo Brinkman ca maiorul Walter H. Taylor
James Lancaster ca locotenent-colonelul Arthur Fremantle
W. Morgan Sheppard ca generalul-maior Isaac R. Trimble
Kieran Mulroney ca maiorul Moxley Sorrel
James Patrick Stuart ca colonelul Edward Porter Alexander
Tim Ruddy în rolul maiorului Charles Marshall
Royce D. Applegate ca generalul de brigadă James L. Kemper
Ivan Kane în rolul căpitanului T. J. Goree
Warren Burton ca generalul-maior Henry Heth
MacIntyre Dixon ca generalul-maior Jubal Early
Joseph Fuqua ca generalul-maior J. E. B. Stuart
Tim Scott în rolul general-locotenent Richard S. Ewell
George Lazenby ca generalul de brigadă J. Johnston Pettigrew
Graham Winton ca generalul-maior Robert E. Rodes
Ted Turner, proprietarul companiei de producție a filmului Turner Pictures, are o apariție necreditată ca colonel Waller T. Patton.
Uniune
Jeff Daniels ca colonelul Joshua Chamberlain
Sam Elliott în rolul generalului de brigadă John Buford
C. Thomas Howell ca locotenent Thomas Chamberlain
Kevin Conway în rolul sergentului Buster Kilrain
Brian Mallon ca generalul-maior Winfield Scott Hancock
Buck Taylor în rolul colonelului William Gamble
John Diehl ca soldatul Joseph Bucklin
Joshua D. Maurer ca colonelul James Clay Rice
John Rothman în rolul generalului-maior John F. Reynolds
Richard Anderson ca generalul-maior George Meade
Billy Campbell în rolul locotenentului Andrew Lewis Pitzer
David Carpenter ca colonelul Thomas C. Devin
Maxwell Caulfield ca colonelul Strong Vincent
Donal Logue ca căpitanul Ellis Spear
Dwier Brown în rolul Căpitanului Brewer
Herb Mitchell în rolul sergentului Andrew J. Tozier
Emile O. Schmidt în rolul generalului de brigadă John Gibbon
Ken Burns, care a scris și a regizat documentarul din 1990 The Civil War, înfățișează un consilier al lui Hancock.  Istoricul Războiului Civil Brian Pohanka face o apariție necreditată ca generalul de brigadă Alexander S. Webb.  Personajul sergent Owen este interpretat de Mark Moses.  Matt Letscher, care avea să apară mai târziu în prequelul din 2003, Gods and Generals, în rolul colonelului Adelbert Ames, își face debutul în film ca al doilea soldat din Maine.

## Rezumat
Filmul începe cu o hartă narată care arată Armata Confederată din Virginia de Nord, comandată de Robert E. Lee, traversând râul Potomac pentru a invada nordul în iunie 1863, mărșăluind prin Maryland și în Pennsylvania.  
Pe 30 iunie, spionul confederat Henry Thomas Harrison raportează locotenentului general James Longstreet, comandantul Primului Corp, că Armata Uniunii din Potomac se mișcă în direcția lor și că comandantul Uniunii Joseph Hooker a fost înlocuit de George Meade.  Longstreet raportează informația generalului Lee, care este îngrijorat că armata se mișcă „pe cuvântul unui actor”, spre deosebire de cea a șefului său de cavalerie, J. E. B. Stuart. Cu toate acestea, Lee ordonă armatei să se concentreze în apropierea orașului Gettysburg. În taberele Uniunii de lângă Union Mills, Maryland, col. Joshua Lawrence Chamberlain din 20th Maine primește ordin să ia 120 de bărbați din 2nd Maine desființat, care și-au dat demisia în semn de protest,cu permisiunea de a împușca pe orice bărbat care refuză să lupte.  Chamberlain vorbește cu oamenii și este capabil să-i convingă pe toți, cu excepția celor șase, să ia armele.
În Gettysburg, Brig.  Generalul John Buford și divizia sa de cavalerie observă elemente ale diviziei lui Henry Heth din Corpul III al lui A. P. Hill care se apropie de oraș și recunosc că se apropie corpul principal al armatei Confederate. Buford recunoaște că, cu precedentul din bătăliile anterioare, confederații vor ajunge primii la Gettysburg și se vor consolida în poziții puternice, forțând Uniunea să îi încarce și să sufere pierderi grele. Pentru a preveni acest lucru, el optează să stea și să lupte acolo unde se află, considerând că terenul este un „teren minunat” pentru încetinirea înaintării confederate.  Buford îi trimite un mesaj comandantului Corpului I, general-maior John F. Reynolds, să aducă întăriri. Trupele lui Heth luptă cu cavaleria lui Buford în dimineața următoare, 1 iulie, cu al doilea corp al lui Richard S. Ewell care se deplasează pentru a le flanca. Reynolds își aduce corpul înainte, dar este ucis de un trăgător confederat. Armata Uniunii este împinsă din Gettysburg la Cemetery Ridge, iar Lee – respingând sugestia lui Longstreet de a redistribui la sud de Gettysburg și de a trece în defensivă – îi ordonă lui Ewell să preia poziția Uniunii „dacă este posibil”. Cu toate acestea, Ewell ezită și nu se angajează. Armatele se concentrează în pozițiile alese pentru restul primei zile. La sediul Confederației de la Seminary Ridge, generalul-maior Isaac R. Trimble denunță furios inacțiunea lui Ewell lui Lee și solicită o altă misiune.
În a doua zi, 2 iulie, brigada col. Strong Vincent din Corpul V Union este desfășurată la Little Round Top, iar Vincent plasează al 20-lea Maine la capătul liniei, avertizându-l pe Chamberlain că el și regimentul său sunt pe flanc și  că, dacă se retrag, armata confederată se poate întoarce în spatele lor și poate distruge forțele Uniunii. Lee îi ordonă lui Longstreet să desfășoare cele două divizii disponibile pentru a lua Little Round Top și Big Round Top învecinat. În timp ce corpul lui Longstreet se desfășoară, generalul-major John Bell Hood, comandând una dintre divizii, protestează la Longstreet;  cu Uniunea ținând terenul înalt, și-ar pierde jumătate din forțele sale dacă ar ataca conform ordinului.  Longstreet, în ciuda propriilor sale proteste la adresa lui Lee, îi ordonă lui Hood să atace;  Hood este mai târziu rănit luptând la Devil's Den. La vârful Little Round Top, Chamberlain și al 20-lea Maine luptă cu val după val de confederați care avansează și încep să rămână fără muniție. Colonelul Vincent este rănit de moarte și niciunul dintre celelalte trei regimente din brigada sa nu este capabil să ofere sprijin.  Chamberlain le ordonă oamenilor săi să fixeze baionetele și să încarce cu o roată dreaptă pe panta împotriva confederaților atacatori, pe care Chamberlain îi descrie ca „o vom arunca în jos; ne legănăm ca o ușă”. Atacul respinge cu succes asaltul Confederat înapoi, iar flancul Uniunii ține. În acea seară, Stuart sosește în cele din urmă, iar Lee îl mustră că nu are contact.  În același timp, divizia rămasă a lui Longstreet, sub comanda generalului-maior George Pickett, ajunge pe teren.
Pentru a treia zi, 3 iulie, Lee decide să trimită trei divizii — a lui Pickett, a lui Trimble și a lui J. Johnston Pettigrew — pentru a ataca centrul liniei Union la Cemetery Ridge.  Longstreet își exprimă credința lui Lee că atacul va eșua, deoarece mișcarea se află la o milă pe teren deschis și că Corpul Uniunii II sub comanda generalului-maior Winfield Scott Hancock este desfășurat în spatele unui zid de piatră, așa cum au fost oamenii lui Longstreet.  Fredericksburg.  Lee ordonă totuși ca atacul să continue.  Longstreet se întâlnește apoi cu cei trei comandanți de divizie și detaliază planul, începând mai întâi cu artileria colonelului Edward Porter Alexander care eliberează tunurile Uniunii de pe creastă, înainte de a trimite oamenii înainte.  În ciuda focului puternic al Confederației, Alexander nu poate avea un impact asupra armelor Uniunii.  Când Pickett îi cere să avanseze, Longstreet dă pur și simplu din cap.  Diviziile confederate mărșăluiesc pe câmpul deschis, iar Hancock este rănit când comandă din prima linie.  Una dintre brigăzile lui Pickett, comandată de Brig.  Generalul Lewis Armistead, trece peste zidul de piatră, dar Armistead este rănit și capturat de trupele Uniunii.  Confederații se retrag din cauza pierderilor mari.  Văzând un general deprimat Pickett, generalul Lee îl imploră să „Vede la divizia lui”, la care Picket îi răspunde „General Lee, nu am nicio divizie”: În cele din urmă, încărcarea lui Pickett eșuează.  Întâlnindu-se cu Longstreet în acea seară, Lee decide în cele din urmă că se vor retrage.  Filmul se încheie cu destinele personajelor majore ale bătăliei.